# Mattlidens skola
Mattlidens skola är en svenskspråkig grundskola i Mattby i Esbo för årskurserna 1–9. Skolan har 780 elever och 80 lärare (2023). Skolans rektor är Tony Björk (2023). Mattlidens skola är en av de två största grundskolorna i Svenskfinland, endast Mattliden och Norsen i Helsingfors har över 700 elever.
Mattlidens skola ingår i Mattlidens skolcentrum som är Svenskfinlands största. Övriga delar av skolcentret är Mattlidens gymnasium, ett daghem och en förskola. Lågstadiets skolbyggnad uppfördes 1959 efter ritningar av arkitekt Erich von Ungern-Sternberg. Högstadiets nuvarande byggnad byggdes 1973 enligt ritningar av Erik Kråkström och utvidgades 2004.